# PAOK Solun B.C.
Košarkaški klub PAOK Solun (Grčki: ΚΑΕ Π.Α.Ο.Κ.) je košarkaška momčad sportskog društva PAOK. Osnovan je 1926. u blizini grada Soluna. Klub trenutačno igra u prvoj grčkoj košarkaškoj ligi. 

## Povijest
Košarkaška momčad PAOK-a osnovana je 1926. kada je član uprave Alekos Alexiadis, preuzeo inicijativu osnivanja košarkaškog kluba. Prvi PAOK-ov trofej osvajanje je grčkog prvenstva 1959. godine. Četiri godine kasnije, grčka liga mijenjala je svoj format i PAOK je izbačen u 2. grčku ligu. Već sljedeće sezone klub je izborio prvoligaško društvo. Sezona 1996./97. najgora je u povijesti kluba, kada je klub preko dodatnih kvalifikacija uspio izbjeći drugu ligu. 
U finalu grčkog kupa 1982., PAOK je igrao s Panathinaikosom. Panathinaikos je rezultatom 66-83 svladao PAOK na gostujućem terenu. Nakon dvije sezone klub se ponovo našao u finalu grčkog kupa, ali ovaj put je PAOK slavio, pobijedivši u finalu 74-70 Aris BC.    
Svoju veliku radost navijačima PAOK je donio osvajanjem Kupa pobjednika kupova 1991., kada su u finalu rezultatom 63-64 svladali španjolsku Zaragozu. Sljedeće sezone klub je ponovo stigao do finala istog natjecanja, ali ovaj put je poražen rezultatom 63-65 od španjolskog Real Madrida. 
U sezoni 1992./93. klub je igrao u Euroligi i stigao do Final Foura. PAOK je u polufinalu rezultatom 77-79 izgubio od talijanskog Benettona, kojeg je predvodio Toni Kukoč. 1994. klub se je natrag vratio europskim uspjesima osvajanjem Kup Radivoja Koraća, kada je u finalu svladan talijanski Pallacanestro Trst. Sljedeće sezone PAOK je u grčkom kupu rezultatom 72-53 svladao Panionios. 1999. još su jednom osvojili grčki kup, pobijedivši u finalu 71-54 AEK Atenu.

## Trofeji
- Kup pobjednika kupova: 1
  -     - 1991.
- Kup Radivoja Koraća: 1
  - 1994.
- Grčko prvenstvo: 2
  - 1959., 1992.
- Grčki kup: 3
  - 1984., 1995., 1999.

## Poznate ličnosti

### Poznati igrači
| - Panagiotis Fasoulas - John Korfas - Nikos "Magic" Stavropoulos - Nikos Boudouris - Efthimios Rentzias - Manthos Katsoulis - Aggelos Koronios - Giorgos Makaras - Giorgos Sigalas - Nasos Galakteros - Pet Papachronis - Panagiotis Liadelis - Panayiotis Vasilopoulos - Kostas Vassiliadis - Nestoras Kommatos - Loukas Mavrokefalidis - Memos Ioannou - Nikos Filippou - Ioannis Giannoulis - Achileas Mamatziolas - Giorgos Balogiannis - Christos Tsekos - Giannis Kalambokis - Dimitris Verginis - Giannis Gagaloudis - Lefteris Kakiouzis | - Scott Skiles - Bill Varner - Anthony Kook - Ken Barlow - Walter Berry - Cliff Levingston - Conrad McRae - Anthony Bonner - Tracy Murray - Anthony Avent - Victor Alexander - Mike Jones - Matt Bullard - Jerrod Mustaf - Darius Washington Jr. - Lawrence Funderburke - C.J. Watson - J. R. Bremer - "Dollar" Bill Edwards - Earl Harrison - Michael-Hakim Jordan - Torraye Braggs - Rafael Addison - Wendell Alexis - Jerome Allen - Alton Ford | - Lee Humphrey - Andy Panko - Tre Simmons - Kasib Powell - K'zell Wesson - Predrag Stojaković - Branislav Prelević - Zoran Savić - Branko Milisavljević - Rasho Nesterović - Damir Mulaomerović - Amit Tamir - Sergei Bazarevich - Mamadou N'Diaye - Vlado Šćepanović - İbrahim Kutluay - Blagota Sekulić - Claudio Coldebella - Matthew Nielsen - Frederic Weis |

### Poznati treneri
- Kostas Politis
- Fedon Mattheou
- Efthimis Kioumourtzoglou
- Soulis Markopoulos
- Vangelis Alexandris
- Johnny Neumann
- Scott Skiles
- Dragan Šakota
- Dušan Ivković
- Branislav Prelević
- Zvi Sherf

## Vanjske poveznice
- Službena stranica kluba
- Stranica kluba na Eurobasket.com